# 緊急SOS!池の水ぜんぶ抜く大作戦
『緊急SOS!池の水ぜんぶ抜く大作戦』（きんきゅうエスオーエス いけのみずぜんぶぬくだいさくせん）は、テレビ東京系列で2017年から『日曜ビッグバラエティ』枠で不定期放送され、2018年4月22日からは同枠外にて月1回ペースで通常は日曜18:30 - 21:00にレギュラー放送されているドキュメントバラエティ番組である。略称、『池の水ぜんぶ抜く』、『池の水』。

## 概要
手付かずに放置して土砂やゴミが堆積していた全国各地の池の水を抜きつつ在来生物を保護し、掻い掘りを行って綺麗にするとともに、そこにはどんな生物が住み着いているのか検証していくと言う番組コンセプトである。
大まかな手順としては、以下のとおりである。
1. 排水装置で水を下水道や池に接続されている農業用水に流し、魚や水の生物を動けなくする。
2. そこの一帯から本来その土地に住んでいない外来種の動物や生物を食い荒らす特定外来生物を捕獲、駆除する[注 3]。
3. 数日〜数ヶ月、池を干上がらせてヘドロから窒素を排出、綺麗な水を入れ完了。

なお、一部の企画（岐阜県羽島郡笠松町トンボ池での外来種駆除）については、準備不足を指摘する声もある。また、 朝日新聞科学医療部記者の小坪遊は東洋経済の記事で、掻い掘りは地域が主体的かつ継続的に取り組む必要があるものであること、番組が「外来種＝悪」という認識を煽る表現を多用していることを指摘している。

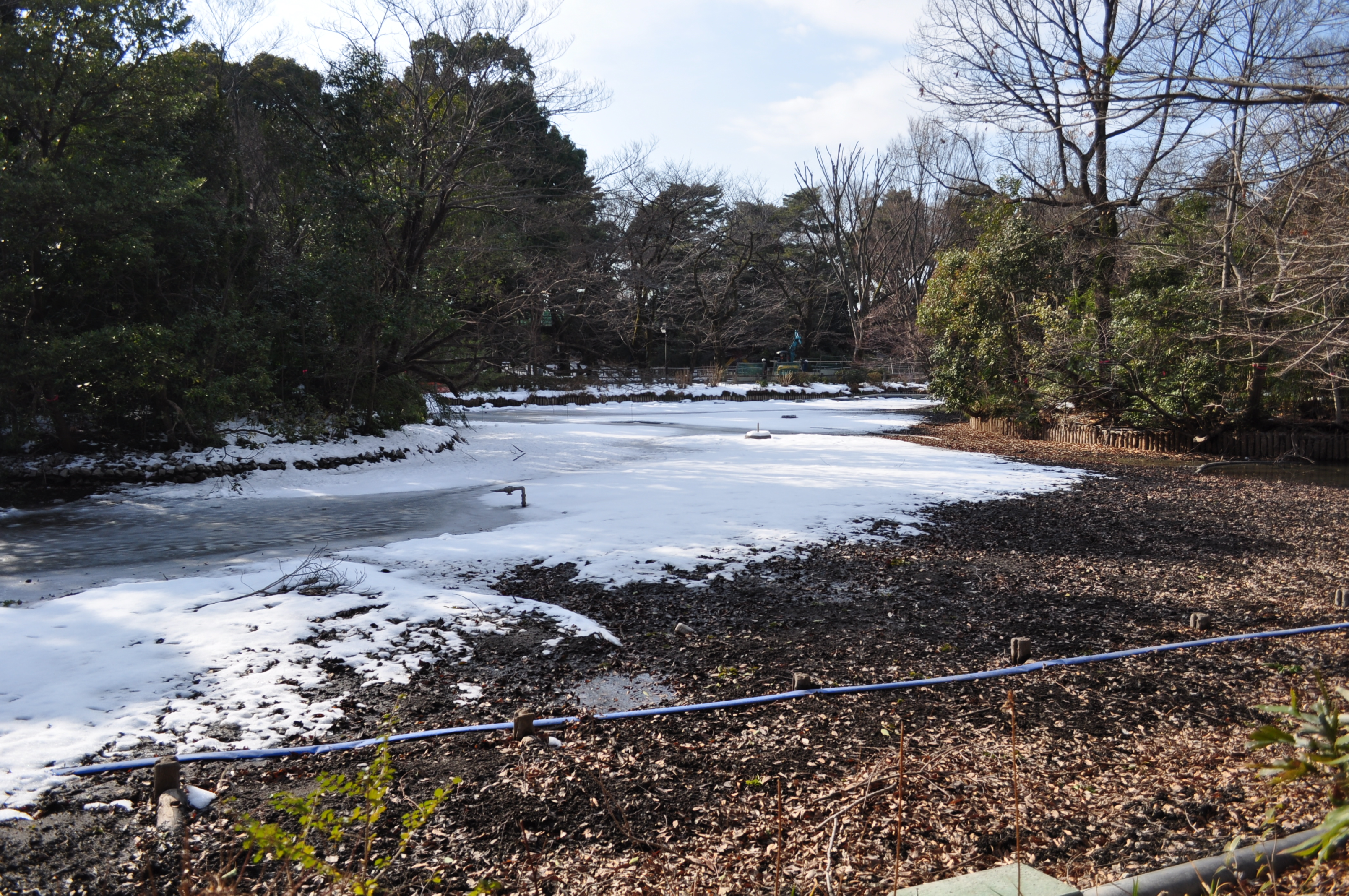
掻い掘り実施中の和田堀公園の和田堀池（2018年1月29日撮影）
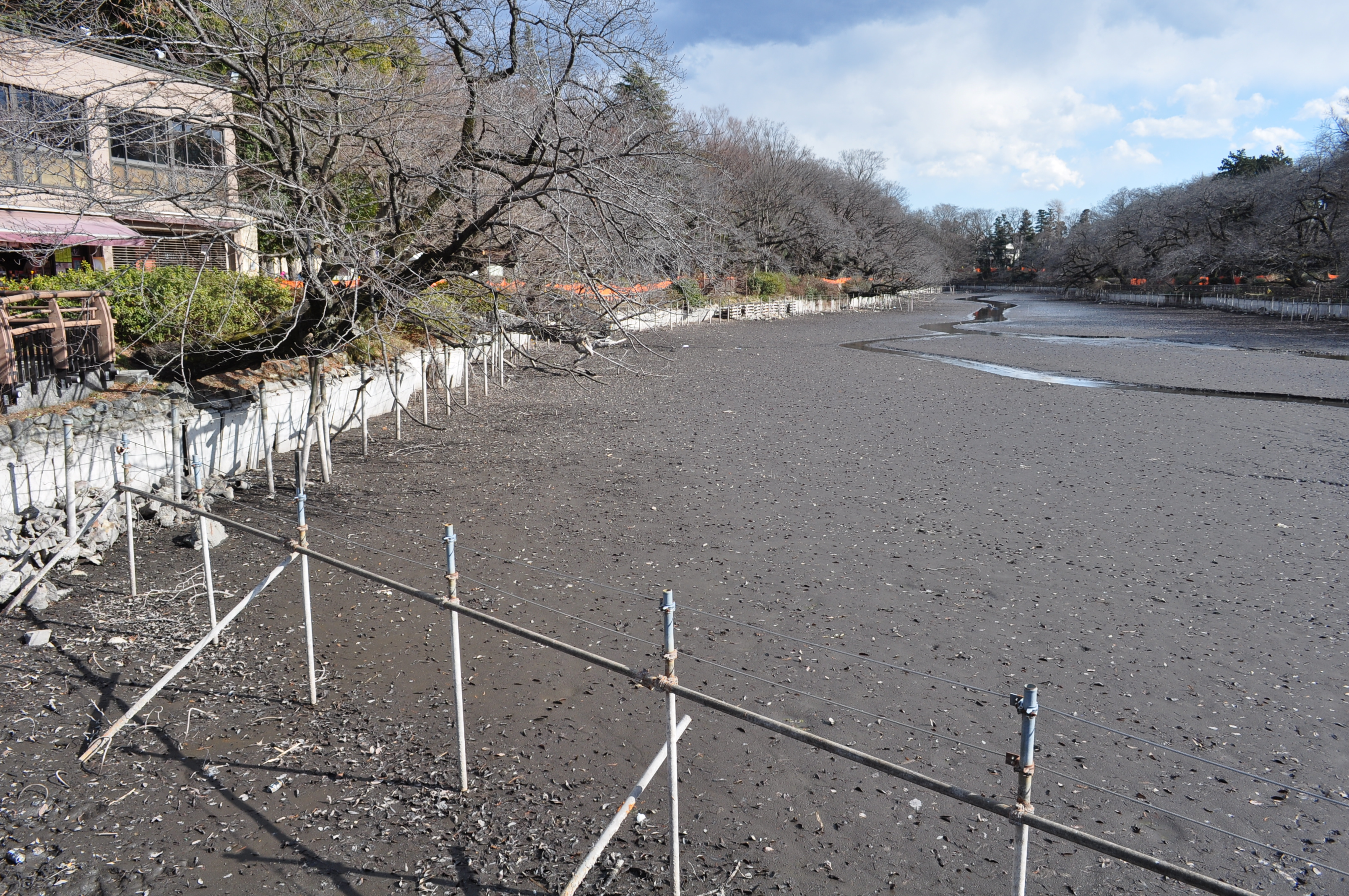
掻い掘り実施中の井の頭恩賜公園のボート池（2018年2月13日撮影）
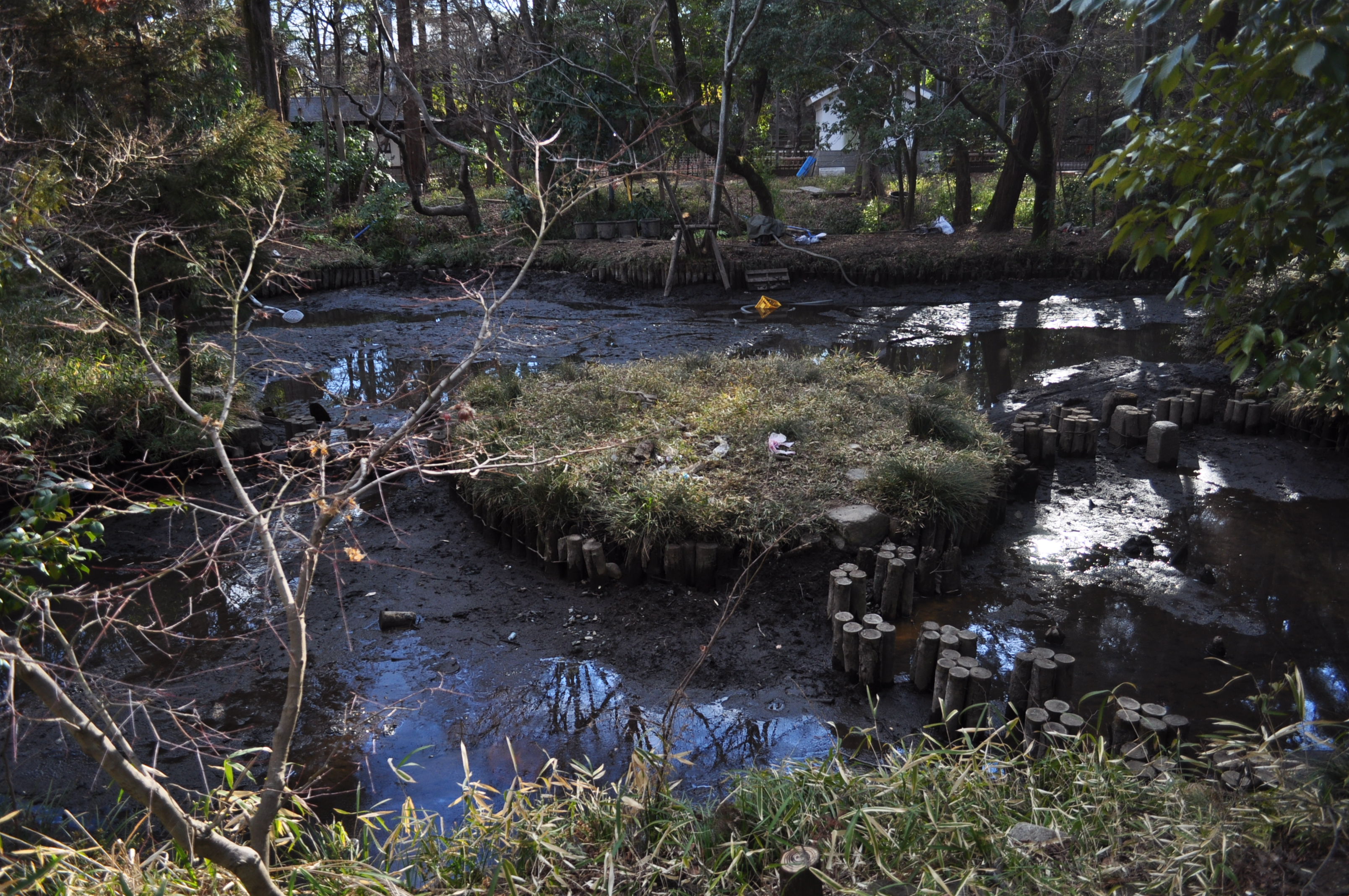
掻い掘り実施中の深大寺の弁天池（2018年2月13日撮影）

後述する「絶滅危惧種を探せ」など、一部には掻い掘りとは別の企画も時折挟みつつ構成されている。特に第3回となる2017年6月25日放送では掻い掘りは1つだけにとどまっている。この回ではその他に、『住民を守れ!日本全国 駆除の達人』（以下、『駆除の達人』と表記）でも放送されている防除研究所（防研）による有害動物駆除、開墾に支障のある巨大岩の撤去、原因不明の巨大穴の発掘調査、MCがトークを行った筑波山ロープウェイつつじヶ丘駅近くの遊戯施設（ガマランド）の補修を行う旨の告知で構成された。当番組内で不定期に行われているカミツキガメの捕獲についても、元々は『駆除の達人』でとりあげられていたものである。
後述する2018年12月23日放送のスピンオフ「日本のお宝ぜんぶ掘る」からは、水を抜くことができない川などに生息する外来種駆除にも対象を拡げ、後述する山根ブラザーズによる釣りでの外来種駆除も行われるようになった。

## 出演者

### 番組MC
- 田村淳[注 6]
- 田中直樹（ココリコ）

レギュラー
- 大家志津香[注 7]

第10回にてレポーターとして参加し、その奮戦ぶりから番組ラストに「レギュラー決定」と発表された。

### 専門家
池の水を抜く企画には加藤またはNPO birthのいずれかが出演し（稀に両方出演の場合あり）、川などでの釣りは山根ブラザーズが出演する。
- 加藤英明（静岡大学教育学部講師、番組内では「外来種ハンター」と呼称）
- 特定非営利活動法人NPO birthのメンバー[4]
  - 久保田潤一[5]（NPO birth自然環境保全部長）
  - 金本敦志[5]（NPO birth自然環境保全部、番組内では主に淳が「かねやん」と呼称。久保田と共に出演することが多いが、昆虫が専門のためその関連企画で単独出演することもある。）
- 山根正之・央之兄弟（番組内では「山根ブラザーズ」「怪魚ハンター」と呼称）[6]

## 番組内企画
お堀の水ぜんぶ抜く
第8弾より登場。城の堀の水を抜いて生物調査をする。中には歴史的発見が見つかる事もある。
絶滅危惧種を探せ!
第9弾より登場。絶滅危惧種を探しに行くコーナー。
気になるあのヤバい池に行ってみた
第16弾より登場。依頼を受けた池はその後どうなっているのかを調査するコーナー。
ひっそり放置池
第19弾より登場。山奥にある放置池の生態調査をするコーナー。
加藤英明 全国の動物園ぜんぶ行く
第35弾より登場。加藤英明が動物園で子供達に生き物の魅力を紹介するコーナー。
湖の魚ぜんぶ捕る
第38弾より登場。湖の生物調査をする。

## テーマ曲
- AKB48「池の水を抜きたい」[9]

※2018年11月、秋元康からの楽曲提供に伴い大家志津香をセンターとする"AKB48池の水選抜（太田奈緒、加藤玲奈、込山榛香、佐々木優佳里、谷口めぐ、西川怜、峯岸みなみ、山邊歩夢）"が選出された。
- AKB48 池の水選抜 - AKB48池の水選抜公式サイト

## 関連商品
- 緊急SOS!池の水ぜんぶ抜く大作戦 ～THE GAME～[12]
- 池の水サイダー（今日からやる会議とのコラボ[13]。）

## ネット局
| 放送対象地域   | 放送局                | 系列           | 放送時間           | 遅れ       |
| -------------- | --------------------- | -------------- | ------------------ | ---------- |
| 関東広域圏     | テレビ東京（TX）      | テレビ東京系列 | 日曜 18:30 - 21:00 | 【制作局】 |
| 北海道         | テレビ北海道（TVh）   | テレビ東京系列 | 日曜 18:30 - 21:00 | 同時ネット |
| 愛知県         | テレビ愛知（TVA）     | テレビ東京系列 | 日曜 18:30 - 21:00 | 同時ネット |
| 大阪府         | テレビ大阪（TVO）     | テレビ東京系列 | 日曜 18:30 - 21:00 | 同時ネット |
| 岡山県・香川県 | テレビせとうち（TSC） | テレビ東京系列 | 日曜 18:30 - 21:00 | 同時ネット |
| 福岡県         | TVQ九州放送（TVQ）    | テレビ東京系列 | 日曜 18:30 - 21:00 | 同時ネット |
| 滋賀県         | びわ湖放送（BBC）     | 独立局         | 日曜 18:30 - 21:00 | 同時ネット |
| 奈良県         | 奈良テレビ（TVN）     | 独立局         | 日曜 18:30 - 21:00 | 同時ネット |
| 和歌山県       | テレビ和歌山（WTV）   | 独立局         | 日曜 18:30 - 21:00 | 同時ネット |
| 日本全域       | BSテレ東（2K）        | BS放送         | 不定期放送         | 遅れネット |
| 日本全域       | BSテレ東（4K）        | BS放送         | 不定期放送         | 遅れネット |

- 独立局では、通常時同時ネットではあるが、あくまで番販ネットのため、自主編成のために臨時非ネットまたは遅れネットとなることがある。
- テレビ東京系列がない地域でも下記の放送局で主に単発番組として遅れネット[注 12]を行っている。

| 放送対象地域   | 放送局                | 系列           |
| -------------- | --------------------- | -------------- |
| 青森県         | 青森放送（RAB）       | 日本テレビ系列 |
| 岩手県         | テレビ岩手（TVI）     | 日本テレビ系列 |
| 宮城県         | 仙台放送（OX）        | フジテレビ系列 |
| 秋田県         | 秋田テレビ（AKT）     | フジテレビ系列 |
| 山形県         | テレビユー山形（TUY） | TBS系列        |
| 福島県         | 福島中央テレビ（FCT） | 日本テレビ系列 |
| 新潟県         | テレビ新潟（TeNY）    | 日本テレビ系列 |
| 長野県         | 信越放送（SBC）       | TBS系列        |
| 山梨県         | テレビ山梨（UTY）     | TBS系列        |
| 静岡県         | テレビ静岡（SUT）     | フジテレビ系列 |
| 富山県         | 富山テレビ（BBT）     | フジテレビ系列 |
| 石川県         | 石川テレビ（ITC）     | フジテレビ系列 |
| 福井県         | 福井テレビ（FTB）     | フジテレビ系列 |
| 鳥取県・島根県 | 日本海テレビ（NKT）   | 日本テレビ系列 |
| 広島県         | テレビ新広島（tss）   | フジテレビ系列 |
| 山口県         | テレビ山口（tys）     | TBS系列        |
| 徳島県         | 四国放送（JRT）       | 日本テレビ系列 |
| 愛媛県         | 南海放送（RNB）       | 日本テレビ系列 |
| 高知県         | テレビ高知（KUTV）    | TBS系列        |
| 佐賀県         | サガテレビ（STS）     | フジテレビ系列 |
| 長崎県         | テレビ長崎（KTN）     | フジテレビ系列 |
| 熊本県         | 熊本放送（RKK）       | TBS系列        |
| 大分県         | 大分放送（OBS）       | TBS系列        |
| 鹿児島県       | 鹿児島テレビ（KTS）   | フジテレビ系列 |
| 沖縄県         | 琉球朝日放送（QAB）   | テレビ朝日系列 |

## 視聴率と評価
『日曜ビッグバラエティ』枠の視聴率は通常平均5 - 6%であるが、2017年1月の第1回放送は8.3%、第2回では8.1%を記録し（ビデオリサーチ調べ、関東地区・世帯・リアルタイム。以下略）、さらに第1回放送後、水抜き依頼の募集をかけた所予想を遥かに超える依頼が殺到。第3回では千葉県習志野市の市長自らが依頼という出来事も起きた。
第4回では、視聴率11.8%を記録し、第5回ではシリーズ最高の12.8%を記録した。第6回は19時から21時までの第2部において平均13.5%（ビデオリサーチ調べ、関東地区・世帯・リアルタイム）の高視聴率をマークした。各局の正月特番が居並ぶ激戦区で、『しゃべくり007 新春4時間半SP・第2部』（日本テレビ）、『めちゃ2イケてるッ! 新春3時間半SP・第2部』（フジテレビ）といった裏番組の視聴率を上回り、前回の12.8%を0.7ポイント上回り、またも自己最高を更新した。
第7回以降の視聴率は、平均9%台を保持している。
伊集院光は、パーソナリティを務めている『伊集院光 深夜の馬鹿力』（TBSラジオ、2017年4月25日放送分）で、この番組を大絶賛。自ら志願し、番組に出演した。
お笑い評論家のラリー遠田は、この番組が大うけした理由に、シンプルでわかりやすい企画だが圧倒的なオリジナリティがあるところとテレビ東京独自の「視点」のユニークさを挙げた。

## 批判
実際に参加した人からは「参加者への指示が行き渡っていない」「淡水魚の専門家がおらず、一般参加者が識別を行っていた」「捕獲した魚を一時的に保管しておく容器が不足しており、酸欠などで死ぬ魚が続出した」などと批判が上がり、週刊文春もその事を批判している。